# Вог
„Вог“ (на френски: Vogue) е модно списание, издавано от Конде Наст в 23 различни национални и регионални версии.

## Ранни години
През 1892 г. Артър Търнър започва да издава „Вог“ като седмична публикация в САЩ, финансирана от Кристофър Райт. Първият брой е публикуван на 17 декември същата година и струва 10 цента (равностойни на 2,62 долара през 2015 г.). Намерението на Търнър е да създаде издание, което прославя „официалната страна на живота такава, каквато привлича както опитните, така и дебютантките; бизнесмени и красавици.“
От самото начало списанието се прицелва в нюйоркската аристокрация, установявайки социални норми в държава, която като цяло не отдава значение на класа и церемониалност, както правят Англия и Франция. По това време списанието е посветено главно на мода, със спортни и актуални репортажи, предназначени за мъжката аудитория.

## Конде Наст
Конде Монтроуз Наст купува „Вог“ през 1905 г., година преди смъртта на Търнър, и бавно увеличава тиража на публикацията.
Списанието започва да излиза два пъти в месеца, а след 1916 г. започва да излиза първо във Великобритания, а след това в Испания и Италия. През 1920 г. започва да излиза във Франция, където е много добре прието. Тиражът и печалбата се повишават значително под ръководството на Наст. До 1911 г. Vogue изгражда репутацията си, която поддържа, като се стреми да привлече елитна читателска публика и включва в тематиката си сватбени репортажи.

### 1920 – 1970
Броят на абонаментите за списанието нараства през Голямата депресия и Втората световна война. През това време главен редактор е видният критик и бивш редактор на „Венити Феър“ Франк Крауниншийлд.
В края на 30-те години на ХХ век „Вог“ задава тенденцията да се заменят илюстрациите на корицата с фотографии.
През 60-те години на ХХ в. под редакцията на Даяна Врийланд списанието започва да придобива популярност сред младежта, като се фокусира повече върху съвременната мода и включва обширни материали за сексуалността. „Вог“ разширява тематиката си, като включва както бутици от Ийст Вилидж като Лимбо, така и „даунтаун“ личности като Анди Уорхол. Списанието продължава да популяризира манекенки като Туиги, Сузи Паркър, Джийн Шримптон, Верушка, Пенелопи Трий и др.
През 1973 г. Vogue става месечно издание. С главен редактор Грейс Мирабела, списанието претърпява редакторски и стилистични промени, така че да отговаря на промените в начина на живот на целевата му аудитория.

### Ана Уинтур
Ана Уинтур става главен редактор на американския „Вог“ през юли 1988 г. Известна с късата си прическа и слънчеви очила, Уинтур търси да съживи търговската марка, като я направи по-младежка и по-достъпна; тя насочва фокуса към нови и достъпни идеи за „модата“ за по-широка аудитория. Влиянието на Уинтур позволява на списанието да поддържа висок тираж, докато редколегията търси нови тенденции, които по-широка аудитория да може да си позволи. Например, на първата корица под нейна редакция е поместена снимка в три-четвърти дължина на Микаела Берку, израелски супермодел, носеща инкрустирано яке на Кристиан Лакроа и дънки. Това е промяна на тенденцията на нейните предшественици да показват само лицето на жената. Според в. „Таймс“ това придава по-голямо значение както на дрехите, така и на тялото. Модният редактор Грейс Кодингтън пише в мемоарите си, че „корицата подкрепила едно ново демократично отношение към облеклото, добавила определена младежка, но изтънчена линия, гарнирала я с нотка на уверена енергийност и създала впечатление за импулс да се живее на по-висока скорост. Това беше есенцията на Ана.“ Уинтур продължава да бъде главен редактор на американското издание на Vogue до днес.
Контрастът между визията на Уинтур и нейните предшественици се отбелязва като поразителна от наблюдателите, било то критици или защитници.

## Особености
Към март 2019 г. само десетина мъже са били на корицата на списанието, като Хари Стайлс е първият мъж, заснет самостоятелно за корицата на американското издание на Vogue:
- Ричард Гиър със Синди Крофорд през ноември 1992 г.;
- Джордж Клуни с Жизел Бюндхен през юни 2000 г.;
- Леброн Джеймс с Жизел Бюндхен през април 2008 г.;
- Раян Локти с Хоуп Соло и Серина Уилямс през юни 2012 г.;
- Кание Уест с Ким Кардашян през март 2014 г.
- Бен Стилър с Пенелопе Круз през февруари 2016 г.
- Аштън Итън с Джиджи Хадид през август 2016 г.
- Зейн Малик с Джиджи Хадид през август 2017 г.
- Джъстин Бийбър с Хейли Болдуин през март 2019 г.
- Хари Стайлс през декември 2020 г.